# Кожиково
Кожи́ково (чув. Кушиккасси, Кушик) — деревня в Вурнарском районе Чувашской Республики. Входит в состав Большеторханского сельского поселения.

## География
Находится в центральной части Чувашии, на расстоянии приблизительно 7 км на север по прямой от районного центра поселка Вурнары.

## История
Известна с 1858 года как околоток деревни Малая Абызова (ныне в составе деревни Кумаши), когда здесь проживало 157 человек. В 1906 году здесь было 44 двора и 272 жителя, в 1926 — 56 дворов и 270 жителей. В 1939 было учтено 319 жителей, в 1979—188. В 2002 году было 35 дворов, в 2010 — 28 домохозяйств. В 1930 образован колхоз «Заря», в 2010 действовал СХПК «Знамя».

## Население
Постоянное население составляло 69 человек (чуваши 100 %) в 2002 году, 60 в 2010.